# RT

RT (раніше — Russia Today, укр. «Росія Сьогодні») — російська пропагандистська державна багатомовна телекомпанія, орієнтована на закордонну аудиторію. Існує з 2005 року, фінансується урядом Росії, офіс розташовано в Москві. Веде мовлення англійською, арабською, іспанською, російською та німецькою мовами. Часто викривається в систематичній пропаганді.
Позиціонує себе як «альтернатива англо-саксонському глобальному інформаційному простору», або таким новинним каналам, як CNN та BBC. На відміну від радянської практики закордонного мовлення часів «холодної війни» тільки з Москви, RT проводить політику відкриття закордонних філіалів і наймання на роботу місцевих журналістів. ЗМІ заборонено до мовлення у Євросоюзі.

## Цілі та напрямки діяльності
Оголошеними цілями телекомпанії є: представляти російську державну урядову точку зору на міжнародні події для громадськості і зменшення впливу стереотипів щодо Росії, «врівноваження західних ЗМІ». Іншими словами — телекомпанія бачить себе як альтернативу російськомовним секторам таких міжнародних каналів новин, як CNN, BBC, Голос Америки або Euronews.
Основний напрям передач RT: Новини з міжнародних та російської політики, спорту, бізнесу і культури, а також документальні фільми, політичних журналах і щоденне мовлення політичного ток-шоу «Spotlight з Аль Гурнов» складають програму відправника.
RT налічує у всьому світі близько 2000 співробітників, з яких більша частина — це не-російські журналісти. Зокрема, відомі американські журналісти Макс Кайзер, Том Гартманн, Ларрі Кінг, також такі особи, як Джуліан Ассанж.
Популярність станції значно зросла з останнього часу. Згідно з опитуванням служби «Pew Research Center», 2014 року RT стала найбільш популярним каналом у світі новин на ресурсі YouTube, її відео були переглянуті більш як мільярд разів.

## Фінансування
Компанія фінансується з бюджету Росії. Фінансування компанії щороку неодмінно зростало. 2013 року уряд Росії офіційно виділив на компанію 11,2 млрд рублів, Путін дав вказівку надалі не скорочувати фінансування станції.
У січні 2023 року Франція заблокувала кошти каналу, який на той момент уже потрапив під санкції ЄС.

## Порушення в Британії
Перевіряючі скаргу BBC, британський департамент по нагляду за ЗМІ Office of Communications (Ofcom) в вересні 2015 виявив порушення принципів мовлення в програмі 'Truthseeker', що належить RT: в одному з випусків програми Truthseeker RT заявляла, що BBC «інсценувала» атаку сирійських державних військ із застосуванням хімічної зброї проти цивільного населення в Сирії, щоб зняти репортаж.
В іншому випуску, що звався «Геноцид на сході України», містилися твердження про те, що влада України навмисно обстрілює цивільне населення Донбасу, вбиває і катує журналістів і здійснює інші діяння, включаючи розп'яття немовлят. Збройні сили України звинувачувалися в «етнічних чистках» і порівнювалися з нацистами під час Другої світової війни.
В листопаді 2014 Ofcom вже попереджував російське RT про можливі санкції за порушення ґрунтовних принципів мовлення — недотримання вимоги неупередженості при висвітленні ситуації в Україні Цього разу програма Truthseeker закрита, всі її випуски видалено з сайту..

## Критика
- Держсекретар США Джон Керрі По суті рупор пропаганди — це спонсорована урядом Росії телевізійна компанія, або точніше кажучи, мережа Russia Today. Її організували для розповсюдження фантазій Путіна про те, що відбувається на місці подій. Цьому завданню вони присвячують майже увесь ефірний час. Їх мета — вести пропаганду і спотворювати те, що відбувається або не відбувається в Україні[15].

- Міністр закордонних справ Британії Філіп Геммонд:Росія повністю реорганізувала свої засоби інформації та витрачає величезні гроші, особливо на англомовному телеканалі RT, на те, щоб переконати Захід у тому, що російська точка зору більш переконлива. Це дуже витончена операція. Багато на Заході переконані, що все це — чистісінька пропаганда, проте це набагато більш винахідлива пропаганда, ніж незграбна і груба пропаганда радянських часів[16].

- Кеннет Яловіц (Kenneth S. Yalowitz), науковець Центру Вільсона для досліджень Євразії, Росії та Східної Європи Джорджтаунського університету, колишній посол США в Білорусі та Грузії:Російський канал Russia Today, присутній і тут, у Вашингтоні — видно, що туди вкачані дуже великі гроші і чимало зусиль, щоб вибудувати весь цей ланцюг аргументів, що пояснюють дії Путіна. І від них виходить така суміш брехні, напівправди і підтасувань, що з цим досить складно справлятися: це просто якийсь потік негативу, часто настільки фальшивого, що важко виступати проти цього з якимись аргументами[17].

- Ліз Вол (Liz Wahl), журналістка кореспондентського пункту RT у Вашингтоні, подала у відставку в березні 2014 на знак протесту проти направлення Путіним російських військ в Україну, в Крим. Вона сказала, що «робота на RT робить її хворою».Я не можу бути часткою фінансованої Урядом Російської Федерації мережі, що намагається обілити дії Путіна. Я пишаюся тим що я американка і вірю в розповсюдження правди; і саме тому я після цього випуску новин йду у відставку[18].

- Кореспондент RT в Лондоні Сара Ферт (Sara Firth) подала у відставку в липні 2014 після збиття Боїнга 777 компанії Malaysia Airlines біля Донецька, внаслідок чого загинули всі пасажири та екіпаж. Сара Ферт сказала, що покидає компанію на знак протесту проти «найбільш гидкої та шокуючої дезінформації»[19].

- Генеральний продюсер міжнародного українського каналу Ukraine Today Тетяна Пушнова закликала припинити російську інформаційну війну проти України в прямому етері за допомогою «Russia Today»:…Ви несете відповідальність за тисячі смертей невинних людей в Україні. Russia Today фінансується Кремлем, щоб брехати про Україну. Тому я … закликаю своїх колег у всьому світі припинити співпрацю з Russia Today[20].

- Досить стриманий часопис середнього прошарку німецького суспільства «Die Zeit» дає конкретні означення:Навіть центральний передавач Росії за допомогою дикої суміші із цілеспрямованих маніпуляцій, туманних «теорій» і сумнівних експертів створює «паралельний всесвіт», який має мало спільного з реальністю і служить для примусового протягування погляду російського уряду, або щоб поставити під сумнів думки інших. Треба заздалегідь сказати, що не все є брехнею і перекрученням, деякий критичний матеріал має своє місце. Але звичайні новини та аналіз перемішуються там з строкатою неадекватністю або чистою нісенітницею — саме цим займається ця пропаганда[21].

## Заборони

### Латвія
30 червня 2020 року Національна рада з електронних ЗМІ Латвії (NEPLP) вирішила заборонити на території країни мовлення семи каналів RT, а саме: «RT», «RT HD», «RT Arabic», «RT Spanish», «RT Documentary HD», «RT Documentary» й «RT TV». 8 липня 2020 року подібне рішення прийняла й Литовська комісія з питань радіо і телебачення (LRTK). У Литві заборона поширюється на всі доступні в країні п'ять каналів RT: «RT», «RT HD», «RT Spanish», «RT Documentary HD» і «RT Documentary».

### Німеччина
У вересні 2021 року адміністрація YouTube заблокувала два канали Russia Today німецькою мовою через порушення правил про неправдиву інформацію про коронавірус. У грудні 2021 року Німеччина призупинила супутникове мовлення каналу через відсутність ліцензії. До цього канал мовив, використовуючи сербську ліцензію на мовлення, але за даними німецького регулятора Mabb, ця ліцензія не дозволяє каналу мовити в Німеччині. Комісія з ліцензування та нагляду за ЗМІ 1 лютого 2022 року заборонила мовлення на території країни RT DE, як через інтернет, так і через супутники. Росія у відповідь оголосила про відповідні заходи заборону мовлення телерадіокомпанії Deutche Welle. Гендиректор Deutsche Welle наголосив, що його співробітники досі не отримали офіційного повідомлення російської влади про закриття корпункту в Росії. Поки його немає, бюро продовжуватиме роботу.
1 лютого 2022 року комісія з реєстрації та нагляду німецького медіарегулятора MABB ухвалила рішення про заборону мовлення німецькомовної версії російського державного телеканалу RT DE у ФРН.

### Україна
26 лютого 2022 року YouTube обмежив доступ до Russia Today та низки інших російських каналів на території України. 
Зазначається, що це зроблено у відповідь на запит уряду.
У YouTube уточнили, що це стосується каналів Russia Today на YouTube у всьому світі.

## Відомі особи
- Іщенко Ростислав Володимирович
- Красовський Антон Вячеславович